# Astrid Lindgren
Astrid Anna Emilia Lindgren z domu Ericsson (ur. 14 listopada 1907 w Vimmerby, zm. 28 stycznia 2002 w Sztokholmie) – szwedzka pisarka, autorka szeregu popularnych powieści dla dzieci i młodzieży, m.in.  Fizia Pończoszanka (1945), Dzieci z Bullerbyn (1947), Mio, mój Mio (1954), Karlsson z Dachu (1955), Emil ze Smalandii (1963), Bracia Lwie Serce (1973), Ronja, córka zbójnika (1981); laureatka Nagrody im. Hansa Christiana Andersena (1958) i Right Livelihood Award (1994), odznaczona Orderem Uśmiechu (1978) oraz Orderem Wolności Republiki Słowenii (1995); od 2003 przyznawana jest międzynarodowa Nagroda Literacka im. Astrid Lindgren (2002) za wybitną twórczość dla dzieci i młodzieży.

## Życiorys

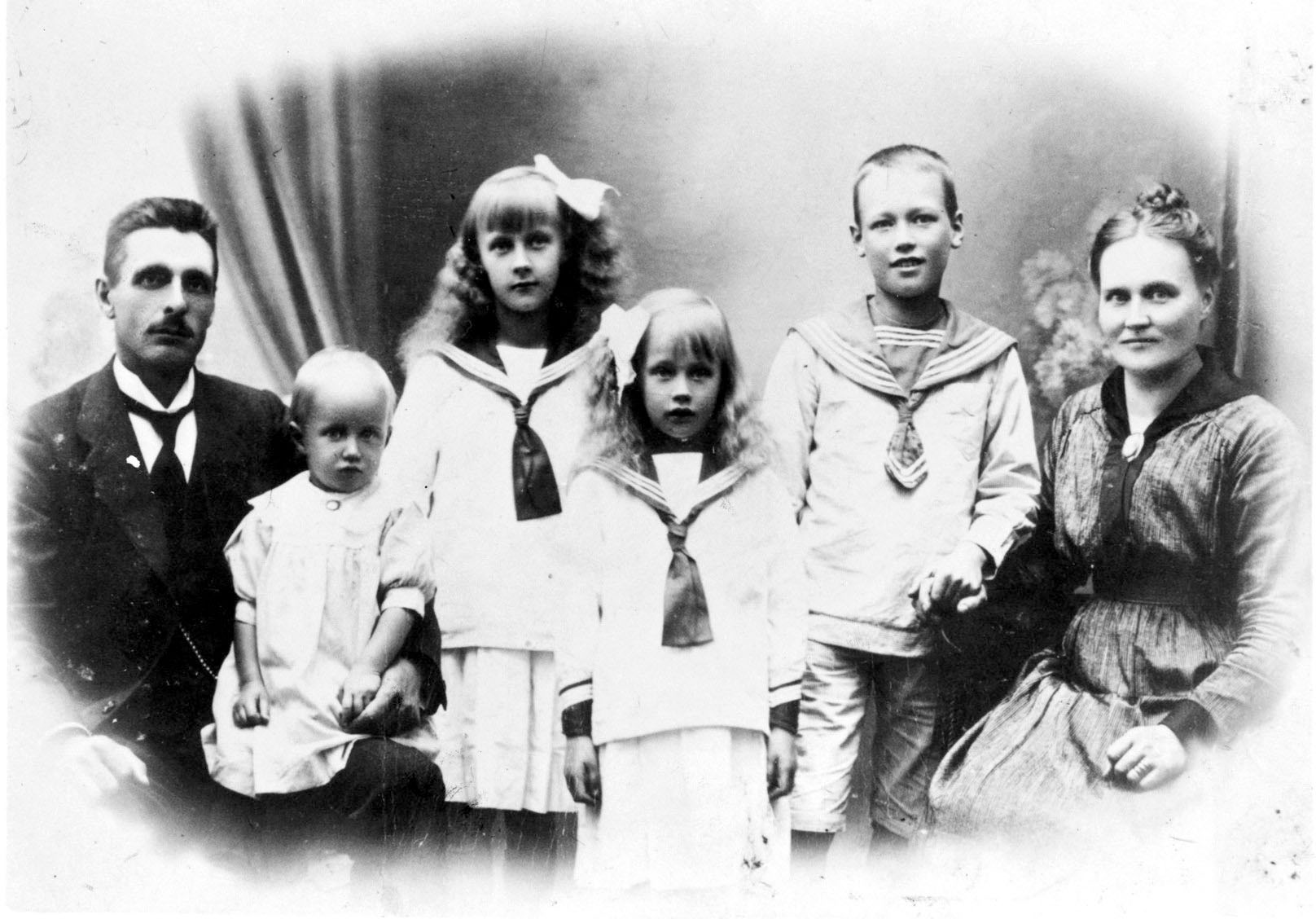
Dziecięce zdjęcie Astrid z jej rodzicami i rodzeństwem.

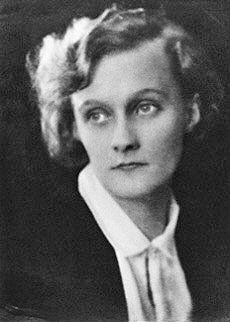
Lindgren w 1924

Urodziła się w rodzinie zamożnego chłopa, Samuela Augusta Ericssona i Hanny z domu Jonsson, którzy wzięli ślub 30 czerwca 1905. Dorastała w gospodarstwie Näs na skraju Vimmerby w Smalandii, razem z rodzicami i rodzeństwem: starszym bratem Gunnarem i dwiema młodszymi siostrami: Stiną i Ingegerd. Naukę w szkole rozpoczęła w wieku siedmiu lat. Gdy miała 13 lat, jedno z jej wypracowań ukazało się w „Gazecie Vimmerby”. W wieku 16 lat zdała egzamin końcowy w gimnazjum z celującą oceną ze szwedzkiego. Rok później zaproponowano jej pracę w „Gazecie Vimmerby”; była korektorką oraz pisała krótkie notki i reportaże.
W wieku 18 lat zaszła w ciążę, w małej miejscowości był to prawdziwy skandal, więc Astrid wyjechała do Sztokholmu, gdzie zapisała się na kursy stenografii i maszynopisania przy szkole handlowej Bar-Lock; ukończyła je wiosną 1927. Eva Andén, adwokat broniąca praw kobiet, pomogła jej, i Astrid mogła urodzić syna Larsa w Kopenhadze w Righospitalet, jedynym szpitalu w Skandynawii, gdzie odbierano porody bez informowania o tym władz. Znalazła jej też rodzinę, u której Astrid mogła mieszkać do rozwiązania (które nastąpiło w grudniu 1926) i która stała się potem również zastępczą rodziną jej syna (pani Stevens). Po ukończeniu kursów maszynopisania zatrudniła się na stanowisku prywatnej sekretarki w dziale radiowym Szwedzkiej Centrali Księgarskiej, a jej szefem został Torsten Lindfors. Następnie została asystentką redaktora w Królewskim Klubie Automobilowym, gdzie poznała swojego szefa i przyszłego męża, Sture Lindgrena. W grudniu 1929, gdy pani Stevens, chora na serce, nie mogła już dłużej opiekować się Larsem, Astrid zabrała go do Sztokholmu, a w maju 1930 umieściła go u swoich rodziców w Näs. 4 kwietnia 1931 wyszła za Sture Lindgrena, przestała pracować na etacie, ale w domu nadal redagowała przewodnik dla Królewskiego Klubu Automobilowego. Wiosną 1934 urodziła córkę, Karin.
W końcu lat 30. pracowała jako stenografistka dla docenta kryminologii, Harry’ego Södermana. 1 września 1939 zaczęła pisać swój pierwszy „Dziennik czasu wojny” (zapisała 22 zeszyty). Pod koniec lata 1940 podjęła pracę w jednym z oddziałów służby wywiadowczej jako cenzor korespondencji. Wiosną 1944 zaczęła spisywać historie o Pippi (w polskiej wersji również Fizia) Pończoszance, postaci wymyślonej przez jej córkę. Zadebiutowała literacko w wieku 37 lat książką „Zwierzenia Britt-Marii”. Powieść została pozytywnie przyjęta, a autorka rozpoczęła pisanie kolejnych książek dla dzieci. Moralizatorstwo dawnych utworów Lindgren zastąpiła humorem, trafną obserwacją obyczajowo-psychologiczną oraz powiązaniem świata swych książek ze współczesną rzeczywistością lub ludową fantastyką.
W sierpniu 1945 wydawnictwo Rabén & Sjögren nagrodziło „Pippi Pończoszankę” pierwszą nagrodą w konkursie na książkę dla dzieci w wieku 6–10 lat. W 1946, gdy ukazał się drugi tom przygód Pippi, odezwały się głosy krytyczne, które dały początek gwałtownej dyskusji w prasie nauczycielskiej i codziennej. Profesor John Landqvist nazwał Astrid niekulturalnym beztalenciem, a Pippi dzieckiem o umysłowo chorej fantazji. Cała ta dyskusja nie wywołała u pisarki żywej reakcji.
Jesienią 1946 rozpoczęła pracę w wydawnictwie Rabén & Sjögren jako redaktor książek dla dzieci. Pracowała na tym stanowisku 25 lat. Po wojnie rozwinęła działalność pisarską. Skomponowała także kilka piosenek, m.in. Här kommer Pippi Långstrump, Hujedamej oraz Piosenka Idy. W czerwcu 1952 zmarł po kilku latach choroby jej mąż Sture Lindgren.
Znana była również jako aktywistka społeczna. W 1976, po obliczeniu, że podatki ściągane przez państwo są wyższe niż jej dochód, ustąpiła z partii socjaldemokratycznej i napisała bajkę „Pomperipossa in Monismanien”, w której skrytykowała politykę podatkową rządu. W 1987 rozpoczęła debatę o dobrostanie zwierząt w klatkach, co przyczyniło się do powstania w 1988 ustawy o dobrostanie zwierząt tzw. Lex Lindgren oraz zakazu trzymania kurczaków w klatkach. Ustanowiono dla krów prawo do łąki, dla świń prawo do świeżej słomy.
Zmarła 28 stycznia 2002 w wieku 94 lat w wyniku infekcji wirusowej w otoczeniu przyjaciół i rodziny. Uroczystości żałobne odbyły się w kościele Storkyrkan, na sztokholmskim Starym Mieście. Wśród żałobników pojawiła się m.in. rodzina królewska, premier Göran Persson i wiele innych ważnych postaci życia społecznego i politycznego. W kondukcie żałobnym, eskortowanym przez policję konną, szła dziewczynka, prowadząc białego ogiera, co jest jednym z symboli pogrzebów królewskich. Ceremonia była transmitowana przez szwedzką telewizję. Lindgren pochowana została w rodzinnym mieście Vimmerby.

## Znaczenie
Wśród jej dorobku literackiego znajduje się ponad 20 powieści i zbiorów opowiadań dla dzieci, a ponadto sztuki teatralne i słuchowiska radiowe. Wiele z jej powieści zostało sfilmowanych. Książki o Pippi stały się największym szwedzkim bestsellerem wszech czasów dla dzieci. Przetłumaczono je na 73 języki, a łączna liczba wydanych egzemplarzy przekroczyła w 2000 roku 10 mln.

## Tłumaczenia
Powieści Lindgren w pierwszej kolejności ukazały się w językach nordyckich (duńskim, norweskim i islandzkim), jak również w języku fińskim.
Pierwsze tłumaczenie Pippi Pończoszanki na język niemiecki ukazało się w 1949 roku, wydane przez „Verlag Friedrich Oetinger”. Wydawca usłyszał o książce przebywając z wizytą w Sztokholmie i szybko wykupił do niej prawa. Wcześniej Rabén i Sjögrens próbowało bezskutecznie sprzedać Pippi pięciu innym wydawnictwom niemieckim. Wydawnictwo Oetinger wydało wszystkie książki Lindgren w około 20 milionach egzemplarzy. Niemcy są jednym z krajów, w których twórczość Lindgren spotkała się z największym uznaniem. O jej popularności świadczy fakt, że aż 186 niemieckich szkół nosi imię pisarki.
Nieudane natomiast było pierwsze, z 1951 roku, tłumaczenie Pippi na język francuski. Wydawnictwo usunęło wiele fragmentów, natomiast pozostała część została tak zmodyfikowana, by nie zawierać prowokujących ani anarchistycznych treści. Nowe tłumaczenia Pippi ukazały się dopiero w 1995 roku. W 1973 ukazało się francuskie tłumaczenie „Emila ze Smalandii”, lecz sprowadzało ono jego postać do wiejskiego sepleniącego chłopaka. Powieść musiała czekać na wierne tłumaczenie (zachowujące, między innymi, oryginalne imię bohatera) do roku 2008.
W Związku Radzieckim książki Lindgren ukazały się w ogromnym nakładzie ponad 10 milionów egzemplarzy. Szczególne uznanie zdobył „Karlsson z dachu”, którego tłumaczenie ukazało się już w 1957 roku. O jego popularności świadczy fakt, że kiedy ówczesny premier Szwecji Ingvar Carlsson przebywał z wizytą w Moskwie, usłyszał, że jest „tym niewłaściwym Karlssonem”.
Większość tłumaczeń na język angielski wykonała Joan Tate.
Na język polski książki Astrid Lindgren były tłumaczone przez Irenę Szuch-Wyszomirską, Marię Olszańską i Annę Węgleńską.
W Polsce jej książki publikują Wydawnictwo Nasza Księgarnia oraz Wydawnictwo Zakamarki.

## Twórczość

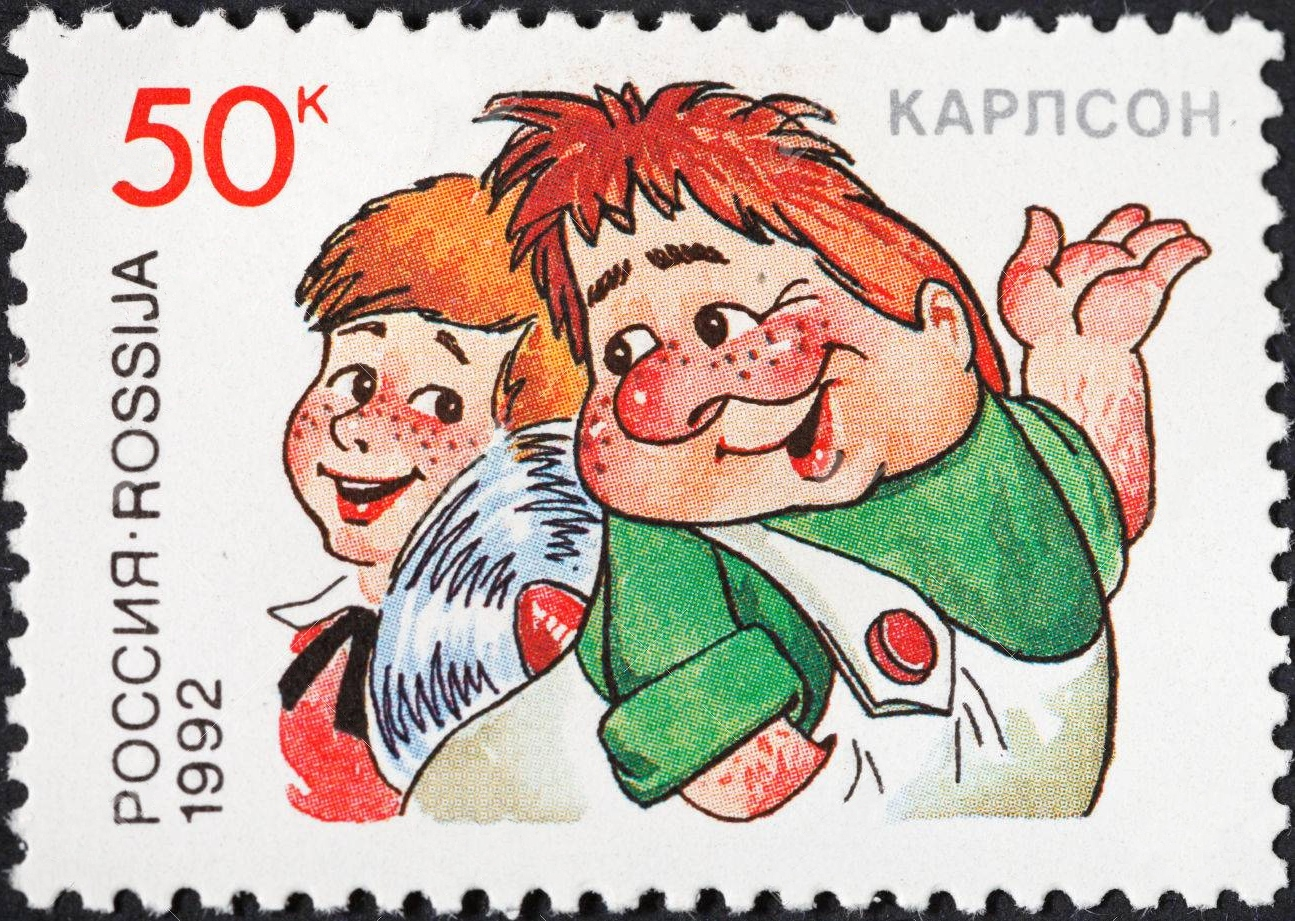
Karlsson z dachu na rosyjskim znaczku pocztowym, 1992

- Zwierzenia Britt-Mari, tytuł oryg. Britt-Mari lättar sitt hjärta (1944)
- Pippi Pończoszanka, w Polsce znana też jako Fizia Pończoszanka, tytuł oryg. Pippi Långstrump (1945, wydanie polskie 1961)
- Pippi wchodzi na pokład, tytuł oryg. Pippi Långstrump går ombord (1946)
- Detektyw Blomkvist, tytuł oryg. Mästerdetektiven Blomkvist (1946)
- Czy znasz Pippi Pończoszankę?, tytuł oryg. Känner du Pippi Långstrump? (1947, wydanie polskie 2007)
- Dzieci z Bullerbyn, tytuł oryg. Alla vi barn i Bullerbyn (1947, wydanie polskie 1957)
- Pippi na Południowym Pacyfiku, tytuł oryg. Pippi Långstrump i Söderhavet (1948) I wydanie polskie Fizia na Południowym Pacyfiku (1984)
- Nils Paluszek – opowiadania, tytuł oryg. Nils Karlsson-Pyssling (1949)
- Pippi w parku, tytuł oryg. Pippi i Humlegården (1949, wydanie polskie 2020[20])
- Dzielna Kajsa – opowiadania, tytuł oryginalny Kajsa Kavat (1950)
- Detektyw Blomkvist żyje niebezpiecznie, tytuł oryg. Mästerdetektiven Blomkvist lever farligt (1951)
- Rasmus, rycerz Białej Róży, w Polsce tłumaczona też jako „Detektyw Blomkvist i Rasmus, rycerz Białej Róży”, tytuł oryg. Kalle Blomkvist och Rasmus (1953)
- Mio, mój Mio, tytuł oryg. Mio, min Mio (1954)
- Braciszek i Karlsson z dachu, tytuł oryg. Lillebror och Karlsson på taket (1955)
- Rasmus i włóczęga, tytuł oryg. Rasmus på luffen (1956)
- Rasmus, Pontus i pies Toker, tytuł oryg. Rasmus, Pontus och Toker (1957)
- Pippi się wprowadza i inne komiksy, tytuł oryg. Pippi flyttar in och andra serier (1957 i 1958; wydanie polskie 2015)
- Dzieci z ulicy Awanturników, tytuł oryg. Barnen på Bråkmakargatan (1958)
- Pippi nie chce być duża i inne komiksy, tytuł oryg. Pippi vill inte bli stor och andra serier (1957-59, wydanie polskie 2020)
- Madika z Czerwcowego Wzgórza, tytuł oryg. Madicken (1960)
- Lotta z ulicy Awanturników, tytuł oryg. Lotta på Bråkmakargatan (1961)
- Karlsson z dachu lata znów, tytuł oryg. Karlsson på taket flyger igen (1962)
- Emil ze Smalandii, tytuł oryg. Emil i Lönneberga (1963)
- My na wyspie Saltkråkan, inne tytuły Dzieci z wyspy Saltkråkan[21]; Dlaczego kąpiesz się w spodniach wujku?[22], tytuł oryg. Vi på Saltkråkan (1964)
- Zwierzątko dla Pellego, tyt. oryg. Ett litet djur åt Pelle (1964, wyd. polskie 2023 ISBN 978-83-7776-247-9)
- Lis i skrzat, tytuł oryg. Räven och Tomten (1965/2017, wydanie polskie 2022)[23]
- Nowe psoty Emila ze Smalandii, tytuł oryg. Nya hyss av Emil i Lönneberga (1966)
- Latający szpieg czy Karlsson z dachu, tytuł oryg. Karlsson på taket smyger igen (1968)
- Pippi zawsze sobie poradzi i inne komiksy, tytuł oryg. Pippi ordnar allt och andra serier (1969 i 1970; wydanie polskie 2016)
- Jeszcze żyje Emil ze Smalandii, tytuł oryg. Än lever Emil i Lönneberga (1970)
- Ucieczka Pippi, tytuł oryg. På rymmen med Pippi Långstrump (1971, wydanie polskie 2009)
- Bracia Lwie Serce, tytuł oryg. Bröderna Lejonhjärta (1973)
- Madika i berbeć z Czerwcowego Wzgórza, tytuł oryg. Madicken och Junibackens Pims (1976)
- Ja też chcę mieć rodzeństwo, tytuł oryg. Jag vill också ha ett syskon (1978, wydanie polskie 2008)
- Ronja, córka zbójnika, tytuł oryg. Ronja Rövardotter (1981)
- Mała Ida też chce psocić, tytuł oryg. När lilla Ida skulle göra hyss (1984, wydanie polskie 2009)